# Castelo Sween

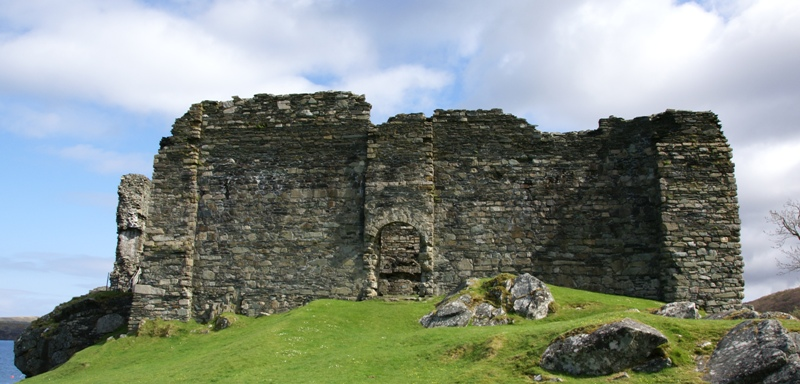
Castelo Sween.

O Castelo Sween localiza-se na Escócia.
Atualmente encontra-se em ruínas.